# Soubise, Charente-Maritime

Soubise este o comună în departamentul Charente-Maritime, Franța. În 1 ianuarie 2022 avea o populație de 3.935 de locuitori.